# Lethrinidae

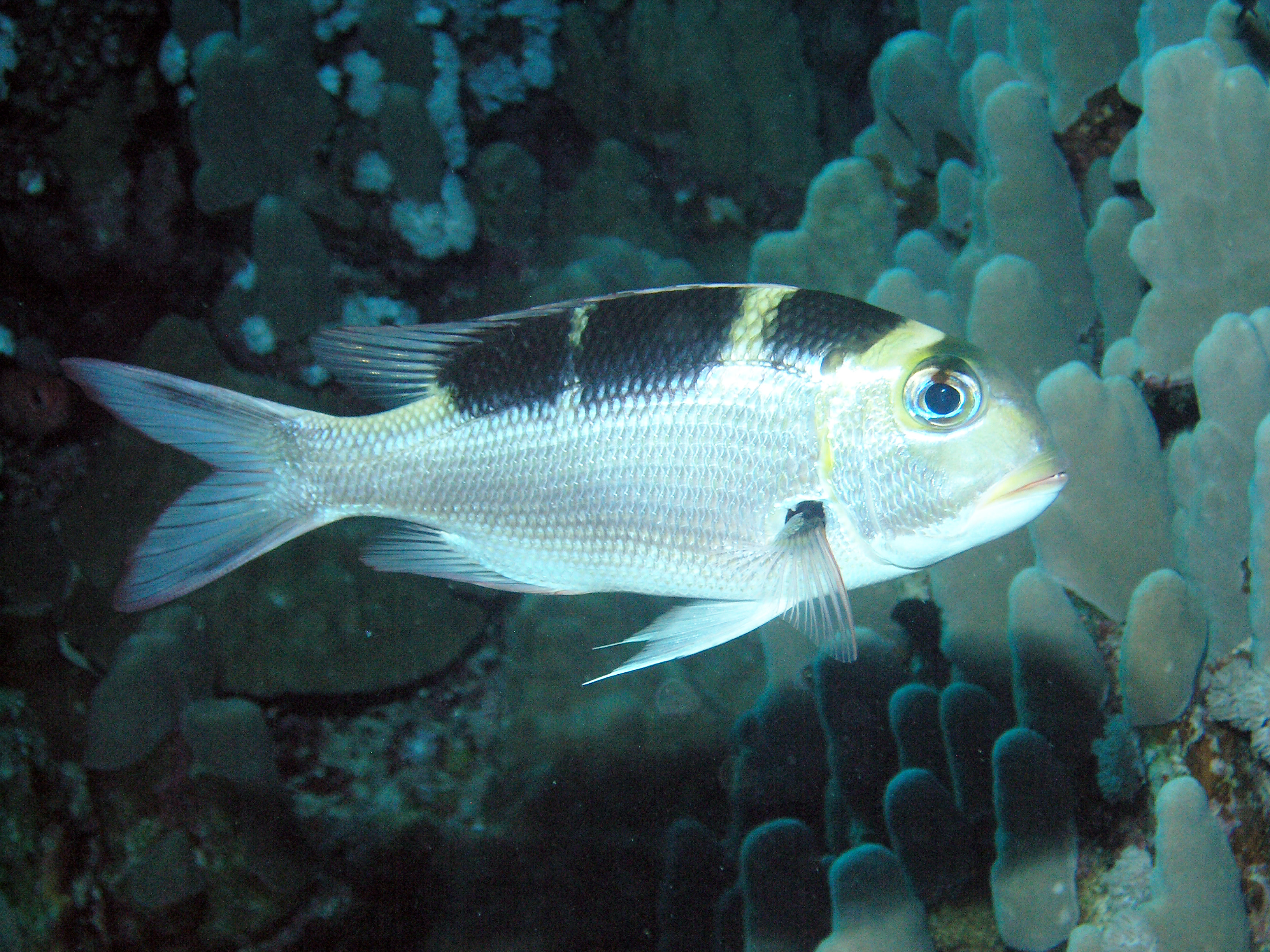
Monotaxis grandoculis

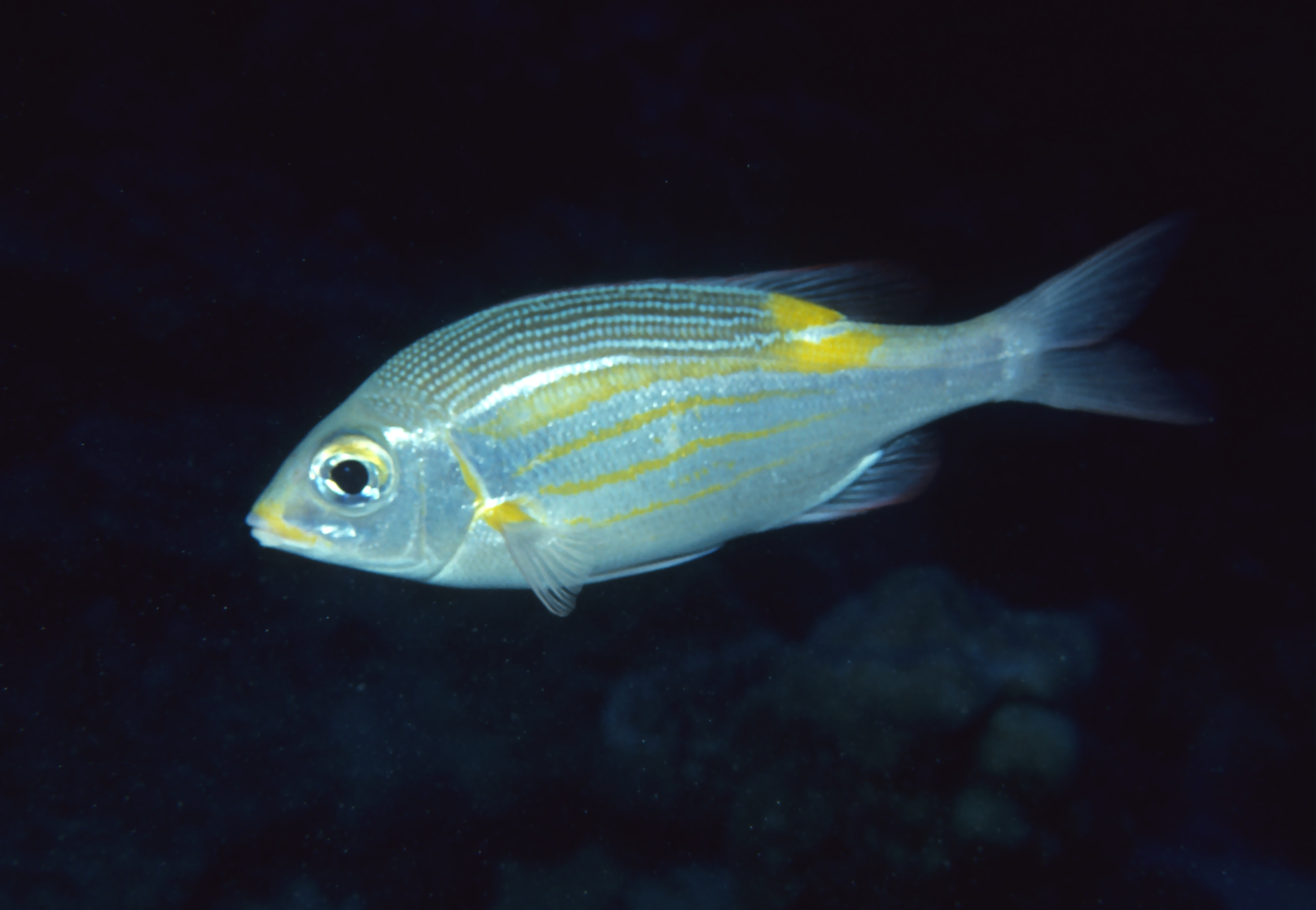
Gnathodentex aureolineatus

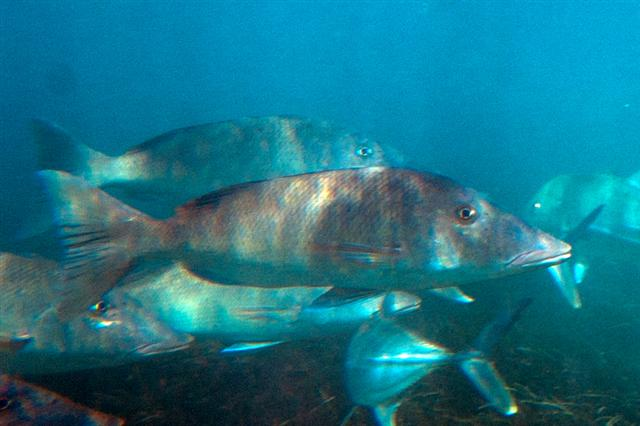
Lethrinus olivaceus

I Lethrinidae sono una famiglia di pesci ossei marini appartenenti all'ordine Perciformes.

## Distribuzione e habitat
Questi pesci sono diffusi nelle regioni tropicali degli oceani Indiano e Pacifico, solo la specie Lethrinus atlanticus è presente nell'Oceano Atlantico orientale sulle coste africane. Sono del tutto assenti dal mar Mediterraneo.
Sono pesci costieri, frequentatori di fondali duri, comuni sulle barriere coralline.

## Descrizione
L'aspetto di questi pesci è simile a quello dei Lutjanidae o degli Sparidae. Il corpo è ovale, il muso spesso appuntito. I denti sono di solito grandi ed evidenti. La pinna dorsale è unica con 10 raggi spinosi; la pinna anale ha tre spine.
Il colore è variabile, spesso mimetico ma talvolta vivace.
La specie più grande è Lethrinus olivaceus che raggiunge il metro.

## Biologia
Sono soprattutto notturni. Molte specie sono gregarie e formano banchi, soprattutto nel periodo riproduttivo.

### Alimentazione
Si cibano di pesci e invertebrati bentonici. Alcune specie dalla forte dentatura sono specializzate nel consumo di invertebrati a guscio duro.

### Riproduzione
Alcune specie del genere Lethrinus sono ermafrodite proterogine.

## Pesca
Le specie più grandi sono apprezzate come pesce da consumo.

## Specie
La famiglia comprende le seguenti specie:
- Genere Gnathodentex
  - Gnathodentex aureolineatus
- Genere Gymnocranius
  - Gymnocranius audleyi
  - Gymnocranius elongatus
  - Gymnocranius euanus
  - Gymnocranius frenatus
  - Gymnocranius grandoculis
  - Gymnocranius griseus
  - Gymnocranius microdon
  - Gymnocranius obesus
  - Gymnocranius oblongus
  - Gymnocranius satoi
  - Gymnocranius superciliosus
- Genere Lethrinus
  - Lethrinus amboinensis
  - Lethrinus atkinsoni
  - Lethrinus atlanticus
  - Lethrinus borbonicus
  - Lethrinus conchyliatus
  - Lethrinus crocineus
  - Lethrinus enigmaticus
  - Lethrinus erythracanthus
  - Lethrinus erythropterus
  - Lethrinus genivittatus
  - Lethrinus haematopterus
  - Lethrinus harak
  - Lethrinus laticaudis
  - Lethrinus lentjan
  - Lethrinus mahsena
  - Lethrinus microdon
  - Lethrinus miniatus
  - Lethrinus nebulosus
  - Lethrinus obsoletus
  - Lethrinus olivaceus
  - Lethrinus ornatus
  - Lethrinus ravus
  - Lethrinus reticulatus
  - Lethrinus rubrioperculatus
  - Lethrinus semicinctus
  - Lethrinus variegatus
  - Lethrinus xanthochilus
- Genere Monotaxis
  - Monotaxis grandoculis
  - Monotaxis heterodon
- Genere Wattsia
  - Wattsia mossambica